# Giuseppe Fabiano
Giuseppe Fabiano, genannt Bepi und Bepi Fabiano (geboren 7. April 1883 in Trani bei Bari; gestorben 17. April 1962 in Padua), war ein italienischer Maler, Werbegrafiker, Illustrator und Karikaturist.

## Leben
Der italienische Kunstkritiker und Kulturhistoriker Agostino Mario Comanducci gab als abweichendes Geburtsdatum Fabianos den 6. März 1883 an. Auch das Geburtsdatum 6. April 1883 wird genannt. Giuseppe Fabiano war Sohn des Emanuele Fabiano und der Giustina De Felice.